# Noordhoren
De noordhoren (Neptunea antiqua) is een slakkensoort uit de familie Buccinidae. De wetenschappelijke naam van de soort werd, als Murex antiquus, in 1758 gepubliceerd door Carl Linnaeus in de tiende editie van Systema naturae. 

## Beschrijving
Het rechtshandige, witachtige of geelachtige, soms roodachtige slakkenhuis van de noordhoren is eivormig en heeft 6 tot 8 sterk gebogen windingen, een brede eivormige, geeloranje mondopening en een lang, licht gebogen sifonkanaal. Het heeft axiale en spiraalvormige strepen en bereikt, bij volwassen slakken, een lengte tot 20 cm en een breedte tot 12 cm. Het is daarmee de grootste huisjesslak die de Noordzee voorkomt. De draad is hoog en heeft zeven windingen. De lichaamsomtrek bedraagt 70 tot 80% van de totale lengte. Het periostracum is dun en gelig.
Het lichaam van de slak zelf is crème, oranje tot lichtrood van kleur, met zwarte vlekjes op sifon en kop. De antennes zijn lang, distaal half dik, de ogen bij de overgang naar het bredere basale deel. Bij actieve dieren steekt de sifon niet ver uit het sifonkanaal. De voet is groot, heeft een tweesnijdende voorkant en twee kleine laterale hoornachtige uitsteeksels aan de voorkant. Het vrouwtje heeft de opening van de onderste voetklier voor het produceren van slijm op de voetzool. De voedingsslurf (proboscis) kan erg langwerpig zijn, ongeveer anderhalf tot tweeënhalf keer zo lang als de schaal. Het operculum is ovaal-puntig met een terminale kern.
De noordhoren lijkt sterk op de wulk Buccinum undatum. Ze kunnen van elkaar worden gescheiden door het feit dat B. undatum zowel verticale als concentrische ribbels op de windingen heeft. Bovendien is het sifonkanaal van de wulk korter.

## Verspreiding en leefgebied
De noordhoren komt voor in de westelijke Oostzee, de Noordzee en in de Atlantische Oceaan. Is wijd verspreid in Noordwest-Europa, van de Golf van Biskaje tot aan de Noordelijke IJszee.
Hij leeft onder de getijdenzone op een diepte tussen 15 en 1200 meter, meestal op zachte ondergronden. Noordhorens zijn carnivoren; de belangrijkste prooien zijn tweekleppigen zoals mosselen, en in mindere mate borstelwormen en tienpotigen. Lokaal zijn andere soorten de belangrijkste prooi, bijvoorbeeld de cactusworm (Priapulus caudatus), een penisworm, in Millport.

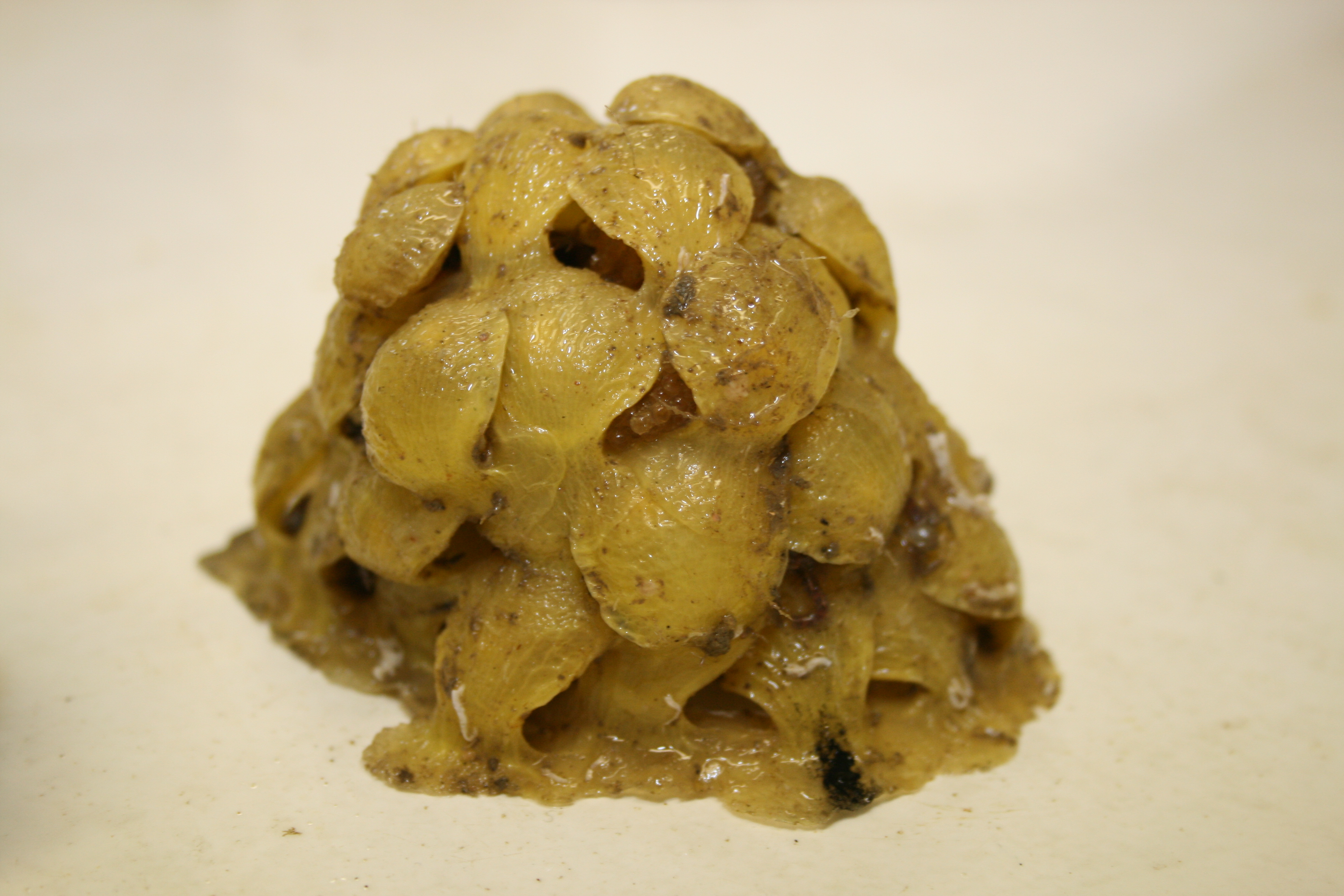
Eikapsels